# Грујићи (Даросава)
Грујићи, породица и потомство Јеврема Грујића, (1826-1895), министра унутрашњих дела, министра правде, посланика у Цариграду, Лондону и Паризу, једног од вођа Либералне странке и његове жене Јелене, сестричине и усвојенице Госпође Јелене, познате као Јеленка Туркиња и „Мала Госпођа“ и Теодора Хербеза, министра (попечитеља) финансија, каваљера Св. Станислава 4 степена, блиског сарадника књаза Милоша.

## Порекло
Грујићи, породица Јеврема Грујића, министра и посланика, пореклом су Пјешивци, из братства Шестановића. Према породичном предању Никола Шестановић, због убиства Турчина, одселио се из Пјешиваца код Никшића и дошао у Даросаву. Његов потомак (пет генерација) је Грујица, старешина породичне задруге, који се борио у оба устанка. Његов син Пантелија Грујић, трговац, присталица Уставобранитеља био је срески начелник. туријски од 1842. до 1852. године.

## Панта Грујић, срески начелник
Пантелија Грујић, трговац, присталица Уставобранитеља био је срески начелник. туријски од 1842. до 1852. године.
Син среског начелника Пантелије Грујића је Јеврем Грујић (1826-1895).

## Јеврем Грујић (1826-1895), министар, краљевски посланик
Јеврем Грујић (1826-1895) је студирао и завршио студије права у Хајделбергу и Паризу. Посебно се истакао на Светоандрејској скупштини 1858. и једно време био је близак књазу Милошу. Био је министар унутрашњих дела, министар правде, посланик у Цариграду, Лондону и Паризу, оснивач и вођа Либералне странке од 1868. до 1878. године.

## Госпођа Јеленка
Јеврем Грујић (1826-1895), министар унутрашњих дела, министар правде, посланик у Цариграду, Лондону и Паризу, један од вођа Либералне странке био је ожењен Јеленом Јовановић из Панчева, сестричином и усвојеницом Госпође Јелене, познате као Јеленка Туркиња или „Мала Госпођа“ и Теодора Хербеза, министра (попечитеља) финансија, каваљера Св. Станислава 4 степена, блиског сарадника књаза Милоша. Жена Јеврема Грујића Јелена Јовановић била је кћерка или унука, ујака Госпође Јеленке Ђорђа Јовановића, панчевачког грађанина, који је 1848. године у српско-мађарском рату погинуо код Али Бунара.
Јеленка Туркиња родом из Видина, чијом сестричином и усвојеницом се оженио Јеврем Грујић, била је дугогодишња званична љубавница књаза Милоша, коју су за разлику од кнегиње Љубице „Велике Госпође“, звали у књаз Милошевом окружењу „Мала Госпођа“. О утицају Госпође Јеленке на књаза Милоша сведочи и то што су се њој обраћала кнежева браћа за протекцију. Јеленка, која је обављала дужност домостројитеља кнежевог двора у Крагујевцу, између осталог, говорила је више страних језика турски и влашки (румунски) одмалена, а касније је научила немачки и француски. Пре него што је постала милосница и двороуправитељица књаз Милоша, била је у харему господара Миленка Стојковића, до 1811. године, кад је харем распуштен. После тога удала се 1816. за хајдука Гицу у Кладову, одакле прелазе у Видин, где се Гица потурчио и након тога са крџалијама ратовао и пљачкао. Око 1820. враћају се у Србију, где Гица постаје телохранитељ код књаза Милоша.
"Мала Госпођа“ родила је књаз Милошу сина који је добио име по књажевом оцу Т(е)одор - Тоша, са којим је живела једно време у Влашкој на књаз Милошевим имањима. Теодор је умро у детињству, а Јеленку „Туркињу“ књаз Милош је удао за свог блиског сарадника Теодора Хербеза.

### Теодор Хербез, министар (попечитељ), каваљер
Теодор Хербез, државни саветник и министар (попечитељ) финансија, каваљер руског империјалног ордена Св. Станислава 4 степена, родом је из Херцеговине, завршио је студије права у Падови, био је у руској служби. На основу царског ордена Теодор Хербез имао је и руско дворјанство.
Теодор Хербез и Јеленка нису имали деце, па су усвојили Јеленкину сестричину Јелену, која се удала за Јеврема Грујића.

## Јелена Грујић, рођ. Јовановић
Јеленка Туркиња је родом из Видина, муслиманске вероисповести. Њен ујак, међутим је Павле Јовановић, панчевачки грађанин, чија кћерка или унука је Јелена Грујић, рођ. Јовановић, коју је Госпођа Јелена касније усвојила.
Јеврем Грујић и Јелена, сестричина и усвојеница Теодора Хербеза и Јеленке Туркиње имали су сина Славка и кћерке Мирославу - Мирку и Стану.

### Др Славко Грујић, дипломата
Једини син Јеврема Грујића, др Славко Грујић, докторирао је права на Сорбони у Паризу, био је дипломата у Атини, Петрограду, Вашингтону и Лондону, где је и умро, у време када је обављао дужност отправника послова. Био је ожењен Американком Мејбл Данлоп (Mable Dunlop), која је као медицинска сестра помагала за време Првог светског рата, организујући преко Црвеног крста, долазак енглеских болничарки. Упознали су се у Атини, где је Грујић био секретар у посланству, а Мејбл Данлоп, кћерка инжењера, првог човека америчких железница, студирала археологију. 
Мејбл Грујић (1872-1956), била је активна у оснивању разних фондова и добротворних организација за помоћ Србији. Имала је канцеларију на Медисон авенији у Њујорку, где је скупљала средства, посебно за српску ратну сирочад и инвалиде.
Славко Грујић био је одликован почасним витештвом британске империје. У случају узимања британског држављанства витештво више није било само „почасно“ већ се стиче право ословљавања са „сер“, као и друге привилегије (израда породичног грба и сл.).
Нису имали деце.

### Мирка Грујић
Мирослава - Мирка Грујић (1869-1940), кћерка Јеврема Грујића била је прва почасна дворска дама краљице Марије Карађорђевић и председник Кола српских сестара од смрти прве председнице Надежде Петровић 1918. до 1940. године. Мирка Грујић није желе да о прима никакву надокнаду за обављање дужности прве дворске даме, како је то тада било предвиђено.
Није се удавала.

### Потомство Стане Ћурчић, рођ. Грујић
Само је кћерка Јеврема Грујића Стана Ћурчић, рођ. Грујић имала деце. Њени потомци су породице Наумовић и Шећеровић.

### Стеван Ћурчић (1850-1932)
Стана Ћуричић рођ. Грујић (1860-1942), најстарија кћерка Јеврема Грујића удала се за Стевана Ћурчића (1850-1932), правника, издавача и публицисту, власника Београдских новина, једног од оснивача и првог председника Српског новинарског удружења. Ћурчић је учествовао у писању Устава Црне Горе. Био је и велики колекционар антиквитета, које су већином однеле аустријске окупационе власти за време Првог светског рата.
Стеван и Стана Ћурчић, рођ. Грујић имали су четворо деце Јеврема, који је добио име по деди Јеврему Грујићу, Милана, Јелену и Милицу.

#### др Драгутин Протић
Милица Ћурчић (1883-1953) била је удата за Драгутина Протића, др права, гувернера Народне банке Југославије, сина генерала Косте Протића, намесника краљевског достојанства, унука војводе Илије Стошића и Милеве Тадић, кћерке Бошка Тадића и Стаке Станковић родоначелника Баба Стакића. 
Нису имали потомство.

#### Милојевићи
Друга кћерка Стевана и Стане Ћурчић, рођ. Грујић и једино унуче Јеврема Грујића које је имало потомства, Јелена Ћурчић (1883-1966) била је удата за Милана Ђ. Милојевића, др права са Сорбоне, дипломату, народног посланика, члана Демократске странке.

#### др Милан Милојевић, дипломата (конзул, посланик)
Др Милан Милојевић, дипломата, последњи конзул Србије у Приштини (до 1912), после ратова дипломата и посланик у Атини, Софији, Хагу, Будимпешти, Бечу, Бриселу и Берну., син је Ђорђа Милојевића (1849—1910) из Марковца, трговца, председника општине, народног посланика и Милене (1849—1923), која је по мајци из потомак војводе ресавског Стевана Синђелића. Милојевићи (слава Св. Пантелејмон) пореклом су са Косова, одакле је у Марковац дошао Ђорђе Јагоровић, чији син Милоје Ђорђевић је отац Јакова Милојевића (1829—1849) оца Ђорђа Милојевића, односно деде др Милана Милојевића.
Др Милан Милојевић, дипломата, посланик имао је са Јеленом Милојевић, рођ. Ћурчић две кћерке Милицу и Милену, једине праунуке Јеврема Грујића.
Милена Милојевић удала се за Миливоја Наумовића, рез. поручника, правника, дипломату.
Милица Милојевић удала се за Вукашина Шећеровића, правника, дипломату.

##### Миливоје Наумовић, дипломата
Миливоје Наумовић из породице Наумовића, оженио се Миленом Милојевић праунуком Јеврема Грујића. Миливоје Наумовић син генералштабног потпуковника Михаила Наумовића, унук пуковника Јована Наумовића и праунук Наума Крнара, Карађорђевог секретара, завршио је права на Сорбони и био је дипломата. За време Првог светског рата, у ком су му погинула оба брата као потпоручници, борио се као рез. поручник у јединици војводе Вука и имао је на телу 17 рана. 
Миливоје и Милена Наумовић имали су двоје деце, кћерку Миљану Наумовић (удато Цонић) и сина Борана Наумовића. Миљана има сина Александра Цонића а Боран сина Михајла Наумовића и кћерку Милену Наумовић.

##### Вукашин Л. Шећеровић, дипломата
Вукашин Л. Шећеровић оженио се Милицом Милојевић, праунуком Јеврема Грујића. Шећеровићи, пореклом Дробњаци, (слава Свети великомученик Георгије), воде порекло од Јефте Кујунџића прозваног „Шећер“, хајдука и у време Карађорђеве офанзиве према Црној Гори 1809. гласника између Петра Петровића Његоша и Карађорђа. Према породичном предању Јефта Кујунџић је пренео Карађорђево писмо владики Петру и предао га заједно са јабукама које је Карађорђе послао господару Црне Горе. Према предању, када је владика добио писмо у коме су биле Карађорђеве намере да споји две српске државе, и јабуке послате на дар, рекао је гласнику: „Ове су ми јабуке слатке, а ти си ми Јефто, слађи од шећера“, због чега је Јефти Кујунџићу остао надимак „шећер“ по коме је породица и прозвана.. Према предању у Дробњацима били су свештеничка породица Лазаревићи, од којих је био Гаврило Гашо Лазаревић „Кујунџија“, чији потомци су Костићи, Ружићи и Кујунџићи, од којих је Јефто Кујунџић Шећер, чији син је Радован Шећеровић а унук Лазар Шећеровић (1857-1941), трговац и поседник у Пљевљима, чија братаница Софија Шећеровић, кћерка Ђорђа Шећеровића, трговца из Пљеваља је била удата за пешадијског бригадног генерала Ивана Таназевића (1878—1956).
Син Лазара Шећеровића и Персиде Живковић из породице старином из Пљеваља је Вукашин Шећеровић (1898-1972), који је дипломирао права и економију на Сорбони, а био је дипломата у Софији и Риму и шеф кабинета министра иностраних послова Александра Цинцар-Марковића.
Има потомства.

## Породичне куће и имања
Породична кућа Јеврема Грујића налази се у Светогорској улици бр. 17, поред позоришта Атеље 212 и заштићена је законом као споменик културе. Здање је подигнуто 1896. у стилу ренесансе са елементима необарока.
Књаз Милош је уговорио венчање „мале госпође“ Јеленке, његове бивше милоснице и Теодора Хербеза, државног саветника и попечитеља. Као мираз дао је велико имање на простору од данашње Светогорске улице до улице Милутина Бојића, где се данас налази породична кућа Грујића, Атеље 212 и низ других кућа.

## Занимљивости
"Јеленка (...) је сматрала да су сви великодостојници у Србији, сем кнеза и кнегиње, дужни да јој се клањају и да јој указују част. Она је ишла тако далеко да је и од Милошевих синова Милана и Михаила тражила да је поштују. Понашајући се и живећи као друга кнегиња, или како су је звали „Мала Госпођа“, Јеленка је хтела и да се облачи и да путује као таква. Њено одело и путни трошкови често су били скупљи него Љубичини“.
У породичној кући Јеврема Грујића, Светогорска 17, налази се драгоцена збирка старог оружја и уметничких слика Уроша Предића, Влаха Буковца и др. Део збирке старог српског оружја однеле су окупационе власти за време Првог светског рата, а оно што је преостало, на почетку Другог светског рата др Милан Милојевић је зазидао у кући између приземља и спрата. Тај зид је срушен тек десетак година после рата..

## Сродство
Грујићи су били у сродству са Наумовићима, Баба-Стакићима, Синђелићима и др.